# Dhiggiri (Vaavu)
Pour les articles homonymes, voir Dhiggiri.
Dhiggiri est une petite île inhabitée des Maldives. Elle constitue une des îles-hôtel des Maldives, ouvert depuis 1982.

## Géographie
Dhiggiri est située dans le centre des Maldives, au Nord de l'atoll Felidhu, dans la subdivision de Vaavu. 